# 대구한의대학교
대구한의대학교(大邱韓醫大學校, Daegu Haany University)는 1980년에 설립된 대한민국 경상북도 경산시 및 대구광역시 동구에 위치한 사립 종합대학교이다. 학교법인 제한학원에 소속되어 있으며, 4개의 단과대학, 3개의 대학원이 설립되어 있다. 한방산업, 보건 및 복지 분야를 특성화하고 있다.

## 연혁
- 1959년 회춘의학연구소 개소
- 1959년 제한의원(제한의원)
- 1970년 세계 최초의 한방종합병원인 제한한방병원 개원
- 1980년 대구한의과대학 개교
- 1983년 대구한의과대학 부속 대구한방병원 개원
- 1987년 보건대학원 신설
- 1990년 경산대학으로 교명 변경
- 1992년 경산대학교 승격
- 1994년 대구캠퍼스 한의학관 개관
- 1998년 부속 구미한방병원 개원
- 2000년 4월 부속 포항한방병원 개원
- 2000년 9월 개교 20주년 기념식
- 2001년 7월 사회개발정보대학원 신설
- 2001년 9월 교육대학원 신설
- 2003년 5월 대구한의대학교로 교명 변경
- 2003년 7월 한방산업대학원 신설
- 2005년 8월 한방임상시험센터 개설
- 2006년 3월 식품의약품안전청 '제55호 식품위생검사기관' 설립
- 2007년 10월 문경시립요양병원 개원
- 2008년 5월 동서의학센터 개원
- 2010년 2월 전 아시아대학교 캠퍼스 인수 : 오성캠퍼스로 변경
- 2011년 9월 한학촌 준공
- 2011년 11월 산학협력 기업부설연구소 개소
- 2012년 4월 방제과학글로벌연구센터(MRC) 개소
- 2013년 12월 제7대 총장 변창훈 박사 취임
- 2013년 12월 교육부 대학기관평가인증 획득
- 2014년 3월 행복기숙사 한울관 및 한의학관 준공
- 2014년 7월 대학 특성화사업 선정(5년간 155억 지원
- 2015년 4월 IPP형 일학습병행제운영기관 선정
- 2015년 8월 선도연센터지원사업(CRC) 선정
- 2015년 9월 제16회 중소기업기술혁신대전 산학연분야 대통령상 수상
- 2016년 2월 교육부 주관 외국인 유학생 유치관리역량인증 대학 선정
- 2016년 5월 교육부 산업연계교육 활성화 선도대학(PRIME) 선정
- 2016년 8월 교육부 고교정상화 기여대학 지원사업 선정
- 2016년 8월 교육부 대학인문역량강화사업(CORE) 선정
- 2016년 9월 교육부 지방대학 특성화사업(CK-1) 3개 사업단 추가 선정
- 2017년 4월 화장품공학관 준공
- 2017년 9월 교육부 (주)대구한의대학교 기술지주회사 설립 인가
- 2017년 12월 교육부 교육국제화역량 인증대학 선정
- 2018년 5월 교육부 2018 고교교육 기여대학 지원사업 선정
- 2018년 5월 과학기술정보통신부 2018년 선도연구센터지원사업(MRC) 선정
- 2018년 7월 국가평생육 진 0128년 학 대학평생교육체제 지원 사업 선정
- 2018년 9월 2018년 대학기본역량진단 '자율개선대학' 인증 획득
- 2018년 11월 교 육 부 2주기 대학기관평가 인증 획득
- 2019년 1월 간질환한약융복합활용연구 센 개소
- 2019년 2월 경상북도 경북형대학일자리센터운영대학 선정
- 2019년 4월 교육부 사회맞춤형 산학협력 선도대학(LINC+) 육성사업 선정
- 2019년 7월 지역선도대학 육성사업 선정
- 2019년 9월 대구한의대학교 건학 60주년 기념식 및 뉴비전 선포
- 2019년 9월 중국 장춘중의약대학교와 중외합작판학 프로그램 대학원생 교류 체결
- 2019년 10월 DHU 바이오융복합시험센터 개소
- 2020년 1월 한국한의학교육평가원 한의학교육 인증 획득
- 2020년 9월 2020 국가서비스 대상 대학(코스메디컬산업산학 협력 부문)
- 2021년 3월 DHU 꿈이룸 스튜디오 개소
- 2021년 3월 대학 정문 및 제2 행복기숙사 한빛관준공
- 2021년 4월 한국연구재단 2021년 국제협력선도대학육성지원사업 선정
- 2021년 9월 교육부 2021년 대학기본역량진단 일반재정지원대학 선정
- 2022년 2월 제9대 변창훈 박사 총장 취임
- 2022년 3월 고용노동부 대학일자리플러스센터 사업 선정
- 2022년 3월 2022년 대혁신지원사업 선정
- 2022년 4월 교육부 3단계 산학연협력 선도대학 육성사업(LINC3.0) 선정 : 최대 6년 240억
- 2022년 5월 2022년 고교교육 기여대학 지원사업 5년 연속 선정

### 학원
- 일반대학원
- 보건복지대학원
- 한방산업대학원

## 부속 기관
- 평생교육원
- 학술정보원
- 생활관
- 박물관
- 학생군사교육단
- 부속농원
- 향산학술림
- 예비군대대
- 연수원

### 의료원
- 대구한의대한방병원(대구한의대학교 대구한방병원)

1970년 건립된 전국 최초의 한방병원인 제한한방병원을 모태로 하여 전 총장이자 한의사인 변정환 박사에 의해 설립되었다.
주소 대구광역시 수성구 상동 165에 있다가 대구경북첨단의료복합단지로 2024년 9월 이전하며, 대구한의대병원역이 설치된다.
- 대구한의대포항한방병원(대구한의대학교 포항한방병원) (경상북도 포항시 남구 대잠동 907-8)
- 대구한의대운영 시립문경요양병원 (경상북도 문경시 문경읍 하리 360)

### 미디어센터
- 대구한의대신문사
- 인터넷방송국
- 교육방송국
- 출판부

### 박물관
- 한학촌

## 같이 보기
- 대한민국의 대학 목록
- 대한민국의 교육